# Теродде, Симон
Симон Теродде (нем. Simon Terodde; род. 2 марта 1988, Бохольт, Северный Рейн-Вестфалия) — немецкий футболист, выступавший на позиции нападающего.

## Карьера
Выступая за «Дуйсбург», Теродде стал лучшим бомбардиром сезона 2006/07 чемпионата Германии по футболу (до 19 лет), забив за сезон 21 гол. Его профессиональный дебют состоялся 19 октября 2008 года в матче против «Ингольштадта» во Второй Бундеслиге.
После семи лет выступления за «Дуйсбург» Теродде перешёл в «Кёльн», где в основном играл во второй команде. В 2011 году начал выступать за «Унион» по арендному соглашению. В сезоне 2011/12 стал лучшим бомбардиром команды вместе с Сильвио Карлосом, забив 8 голов.
В 2012 году Теродде подписал трёхлетнее соглашение с клубом. В последующем сезоне 2012/13 он стал лучшим бомбардиром с 10 мячами, разделив звание с Торстеном Маттушкой. В сезоне 2013/2014 Теродде забил 5 голов, после чего последовала замена тренера, в результате чего было отдано предпочтение Себастьяну Польтеру на его позицию.
В сезоне 2014/15 Теродде подписал соглашение с «Бохумом». В этом сезоне он забил 16 голов и стал вторым бомбардиром Второй Бундеслиги после Роувена Хеннингса. В следующем сезоне 2015/16 он стал лучшим бомбардиром Второй Бундеслиги.
К сезону 2016/17 был подписан контракт с «Штутгарт». С 25 голами в чемпионате он снова стал лучшим бомбардиром и выиграл с клубом турнир, заработав повышение в Бундеслигу. В сезоне 2017/18 дела пошли не так хорошо: в 15 встречах Теродде забил только 2 гола.
1 января 2018 года Теродде перешёл обратно в «Кёльн», находившийся на то время на последнем месте в Бундеслиге. В 15 встречах он забил 5 голов, что не помогло клубу выйти из зоны вылета. В сезоне 2018/19 Теродде стал в третий раз лучшим бомбардиром Второй Бундеслиги с 29 голами и вошёл в топ-10 рекордсменов турнира по забитым голам. В сезоне 2019/20 он, как и в сезоне 2017/18, не смог так же хорошо проявить себя, забив 3 гола в 23 матчах.
К сезону 2020/21 Теродде возвратился обратно во Вторую Бундеслигу, подписав контракт на один год с «Гамбургом». В первой своей встрече он забил 2 гола против дюссельдорфской «Фортуны», чем добыл для клуба победу со счётом 2:1.

## Достижения

### Клубные
Фортуна (Дюссельдорф)
- Вице-чемпион Третьей лиги: 2008/09

Штутгарт
- Победитель Второй Бундеслиги: 2016/17

Кёльн
- Победитель Второй Бундеслиги: 2018/19

Шальке 04
- Победитель Второй Бундеслиги: 2021/22

### Личные
- Лучший бомбардир Бундеслиги U-19 (1): 2006/07 (21 мяч)
- Лучший бомбардир Второй Бундеслиги (4, рекорд): 2015/16 (25 мячей), 2016/17 (25 мячей), 2018/19 (29 мячей), 2021/22 (30 мячей)[3]
- Лучший бомбардир в истории Второй Бундеслиги: 177 мячей[4]